# Raffaele Casimiri
Raffaele Casimiri   (Gualdo Tadino, 3 de novembre de 1880 - Roma, 15 d'abril de 1943) va ser un musicòleg, compositor, organista i sacerdot italià.

## Biografia
Després de la mort del seu pare, que va tenir lloc el 1889, Raffaele Casimiri va ser confiat a la cura d'Alessio Bucari Battistelli, canonge de la catedral de Nocera Umbra i professor de lletres al seminari diocesà local, que el va acollir a casa seva, el que li va permetre assistir a l'escola secundària com a estudiant fora del seminari.
Va començar com a autodidacta per aprendre els primers rudiments musicals, practicant durant les seves hores de lleure en un piano que hi havia dins del seminari. Somiant convertir-se en un dels seus alumnes, va enviar a Luigi Bottazzo una carta acompanyada de tres motets. La resposta va ser positiva i el jove Casimiri va ser convidat pel mestre a Pàdua per iniciar l'estudi de l'harmonia, el contrapunt, la fuga i la composició.
Tenia poc més de 18 anys quan va fundar la Schola cantorum amb la qual, el 9 de febrer de 1899, amb motiu de la festivitat del patró Sant Rinaldo, va interpretar algunes peces de música litúrgica compostes per ell.
L'any 1900 va ser cridat a Roma per ensenyar Cant Sagrat al Seminari Pontifici Vaticà i va ser convidat de Giuseppe Vizzini professor de teologia al col·legi de S. Apollinare. Tan bon punt va acabar els estudis eclesiàstics es va matricular al Liceu Musical de l'Acadèmia de Santa Cecília, on va cursar cursos de composició i orgue, graduant-se l'any 1905.
Casimiri també va ser organista i mestre de cor de diverses esglésies romanes, entre elles la Chiesa Nuova (1887-1903) i S. Luigi dei Francesi.
De tornada al seminari de Perusa, el 21 de juny de 1903 Raffaele Casimiri va rebre l'ordenació sacerdotal. De seguida va ser cridat per donar classes de música a Calvi, Teano i Capua.
El 22 de novembre de 1906, en tornar a Perusa, va fundar la Capella Laurentiana al servei de la catedral de San Lorenzo formada per un centenar de cantaires, fent-se apreciar com a director de cor. A partir de l'1 de gener de 1907, amb el vistiplau del mateix papa Pius X, inicià la publicació de Psalterium: revista mensual ceciliana per a la cultura de la scholae cantorum, de la qual n'era director.
Uns mesos més tard, per ordre del papa Pius X, Casimiri va ser enviat a Vercelli, la diòcesi de Sant'Eusebio, on va organitzar una gran schola cantorum, la Capella Eusebiana, formada per 120 membres.
A voluntat del mateix Papa, malgrat la forta oposició del cardenal Gaetano De Lai, va ser cridat a Roma el novembre de 1911, al servei de la basílica de Sant Joan del Laterà, on el Capítol el va nomenar per aclamació mestre de capella de la capella musical de la Pia Lateranense.
A Roma, a partir de 1912, ensenyà cant gregorià al Pontifici Seminari Major Romà i a l'Escola Superior de Música Sacra (després Pontifici Institut de Música Sacra), on des de 1927 també fou professor de paleografia musical i polifonia sacra.
Al capdavant de la Societat Polifònica Romana, fundada a Roma el 1918, va realitzar nombroses gires pels EUA, Canadà, per Europa i Amèrica Llatina, arribant a la Casa Blanca pel president dels Estats Units.
La darrera aparició pública de la Societat Polifònica Romana va tenir lloc a Roma el març de 1940 amb motiu del vintè aniversari de la seva fundació. Precisament l'any 1940, Raffaele Casimiri, molt apreciat director de la capella musical de la Pia Lateranense, va voler que Lavinio Virgili com a successor fos el seu alumne a l'escola romana, quan marxava al càrrec de canonge.

## Activitats
Musicòleg i investigador apassionat, Casimiri va ser un dels principals exponents del Moviment cecilià i amic de Lorenzo Perosi, aleshores director de la Capella Musical Pontifícia Sixtina. Va dur a terme una intensa recerca als arxius de nombroses institucions italianes, tant religioses com laiques, traient a la llum documents de gran importància històrico-musical. Va fundar el 1907 a Perusa la publicació periòdica Psalterium: una revista mensual ceciliana per a la cultura de la scholae cantorum, publicada a Roma a partir de 1912, i publicada fins al 1918. En aquell any va fundar l'editorial Psalterium a la qual va vincular, des d'aquell moment una gran part de la seva producció musical i musicològica.
El 1924 va fundar la Note d'archive for music history, que va aparèixer sota la seva direcció fins al 1943. En ell, els assaigs sobre la història de les capelles musicals de moltes catedrals, esglésies i institucions eclesiàstiques italianes van trobar un ampli espai, basats sobretot en documentació d'arxiu de primera mà, en evident contrast amb els estudis musicològics idealistes que van dominar la cultura italiana en la primera meitat del el segle xx.. El mateix Casimiri havia preparat per a aquesta revista l'assaig Memòries i documents per a la història litúrgico-musical de l'Església del Laterà, destinat a ocupar la totalitat dels anys V i VI (1928-1929), però que, tot i que ha arribat a l'estat d'esborranys paginat, mai es va publicar.
Entre les seves publicacions:
- Giovanni Pierluigi da Palestrina: nous documents biogràfics (1918 i 1922);
- Codi 59 de l'Arxiu de Música del Laterà, signat per Giovanni Pierluigi da Palestrina (1919);
- Orlando di Lasso, mestre de capella al Laterà el 1553 (1920);
- Ercole Bernabei, mestre de la capella musical del Laterà. 5 de juliol de 1665 - 3 de març de 1667 (1920).[3]

Sota la direcció de Casimiri es va dur a terme la publicació de Les obres completes de Giovanni Pierluigi da Palestrina, de la qual va editar personalment els primers quinze volums. Després de la seva mort, Lavinio Virgili i Knud Jeppesen van continuar l'edició d'obres palestrinianes, però, entre 1955 i 1999, es va completar després gràcies al treball del musicòleg Lino Bianchi.
Casimiri va treballar assíduament per a la reforma i restauració del cant gregorià i la música religiosa, segons la tradició dels grans polifonistes del segle XVI (en particular Palestrina).
Casimiri va ser responsable de la música del cant litúrgic marià popular Lietaharmony (1909).